# Nukuloa
Nukuloa (« la longue terre ») est un îlot situé dans le lagon de Wallis, au nord. Il se situe à côté de Nukula'ela'e et Nukufotu.

## Toponymie
Le nom est composé de nuku, un terme présent dans de nombreuses langues polynésiennes signifiant « terre », et de loa, « long » en wallisien. On retrouve ce nom à Tonga, sur l'île de Vava'u, avec la même signification identique.

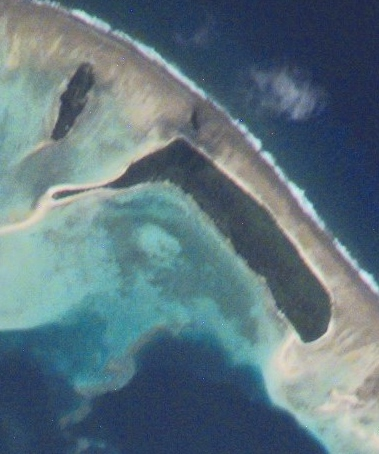
Nukuloa (au centre), à côté de Nukula'ela'e (tout petit) et Nukufotu (à gauche).
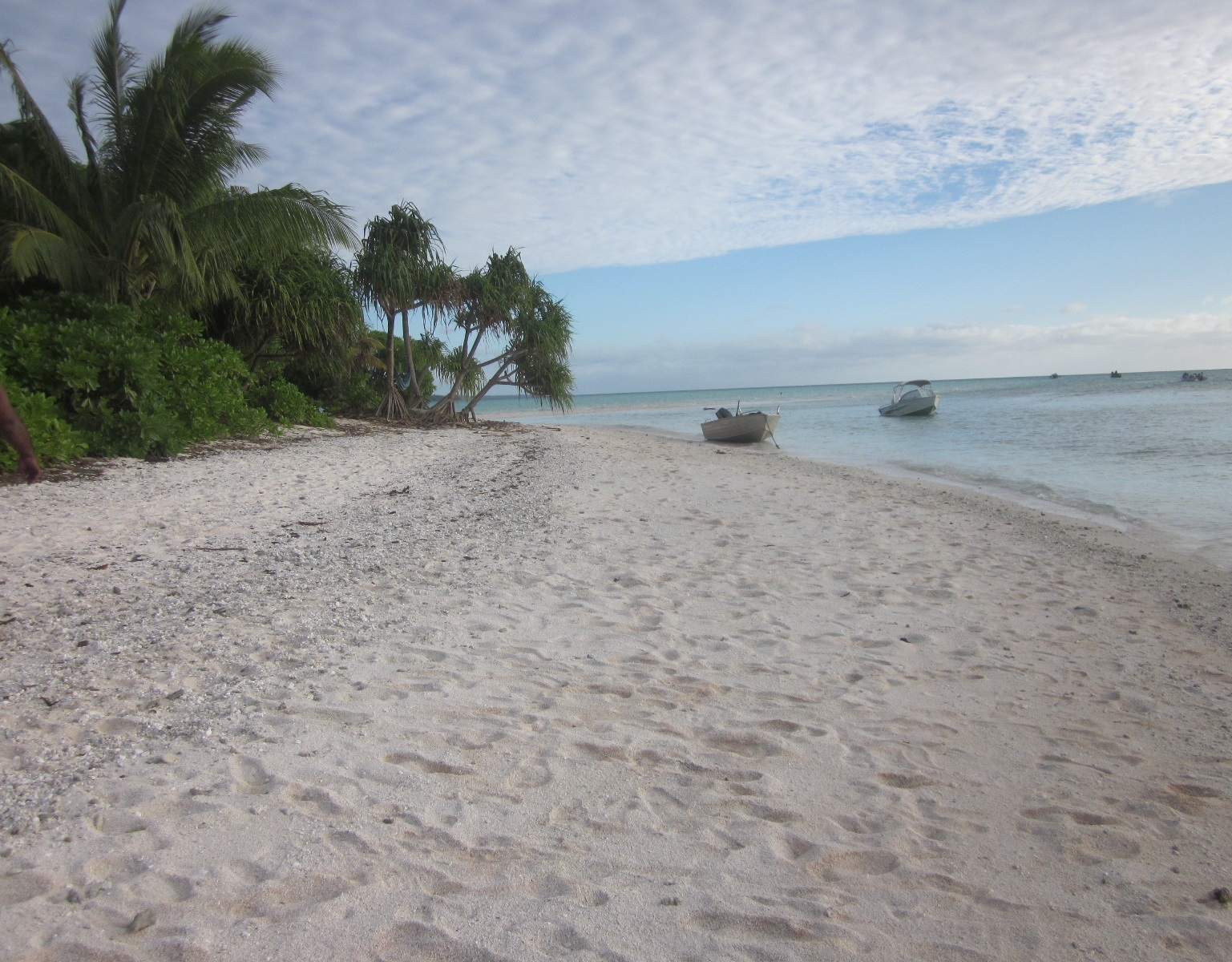
Plage de Nukuloa.
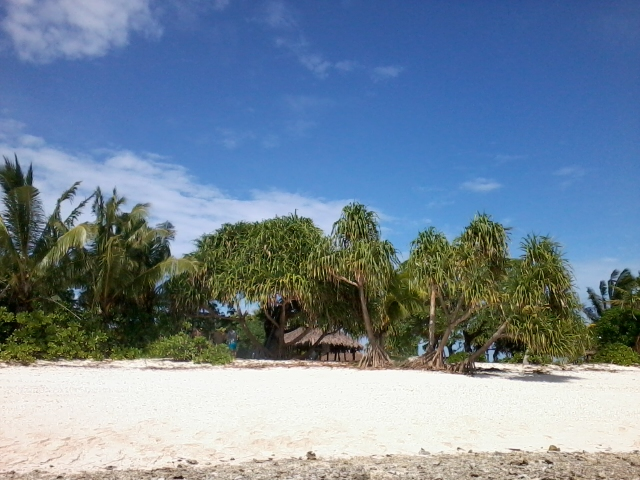
Plage à Nukuloa.
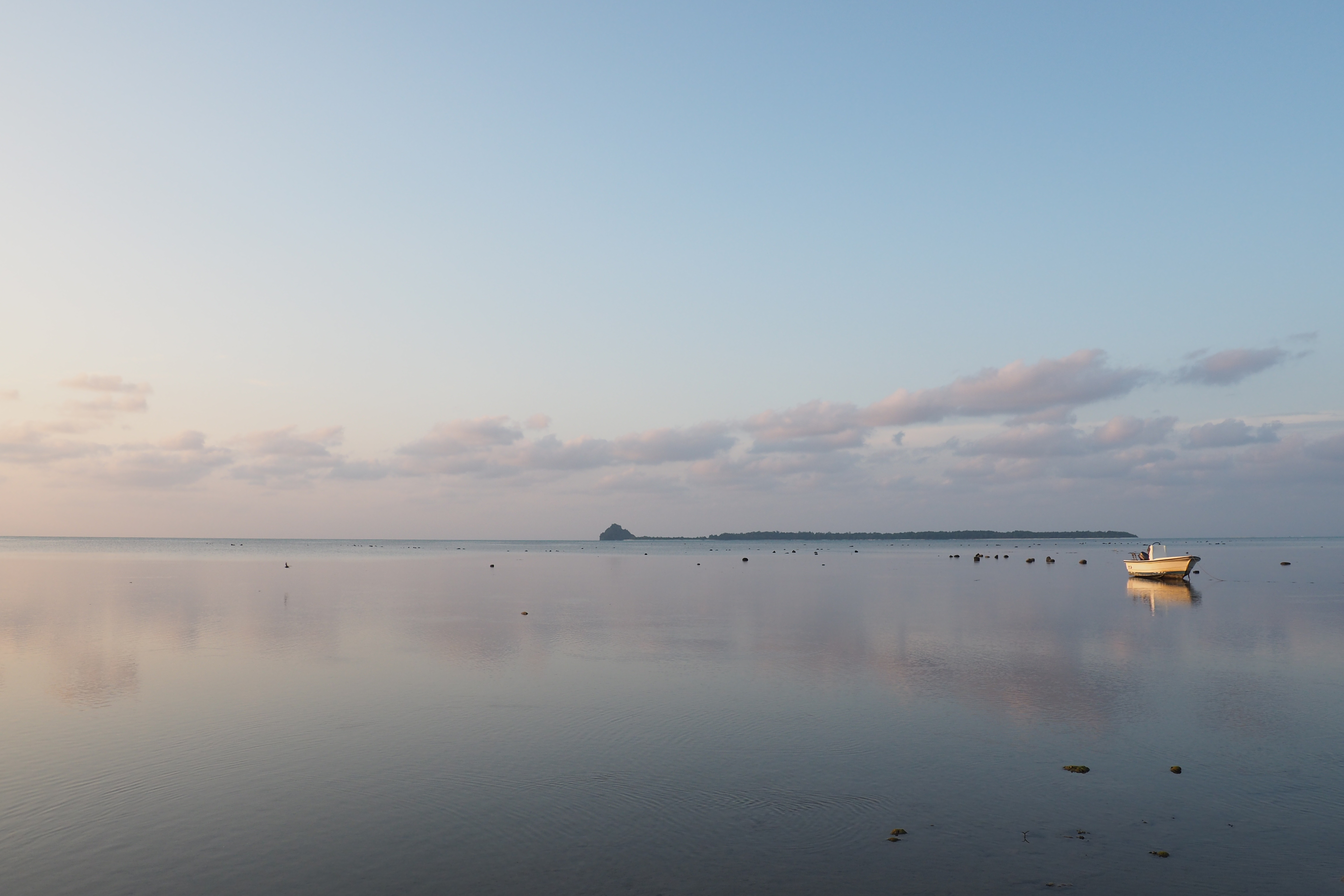
Nukuloa (à droite) vu depuis le nord de Wallis.
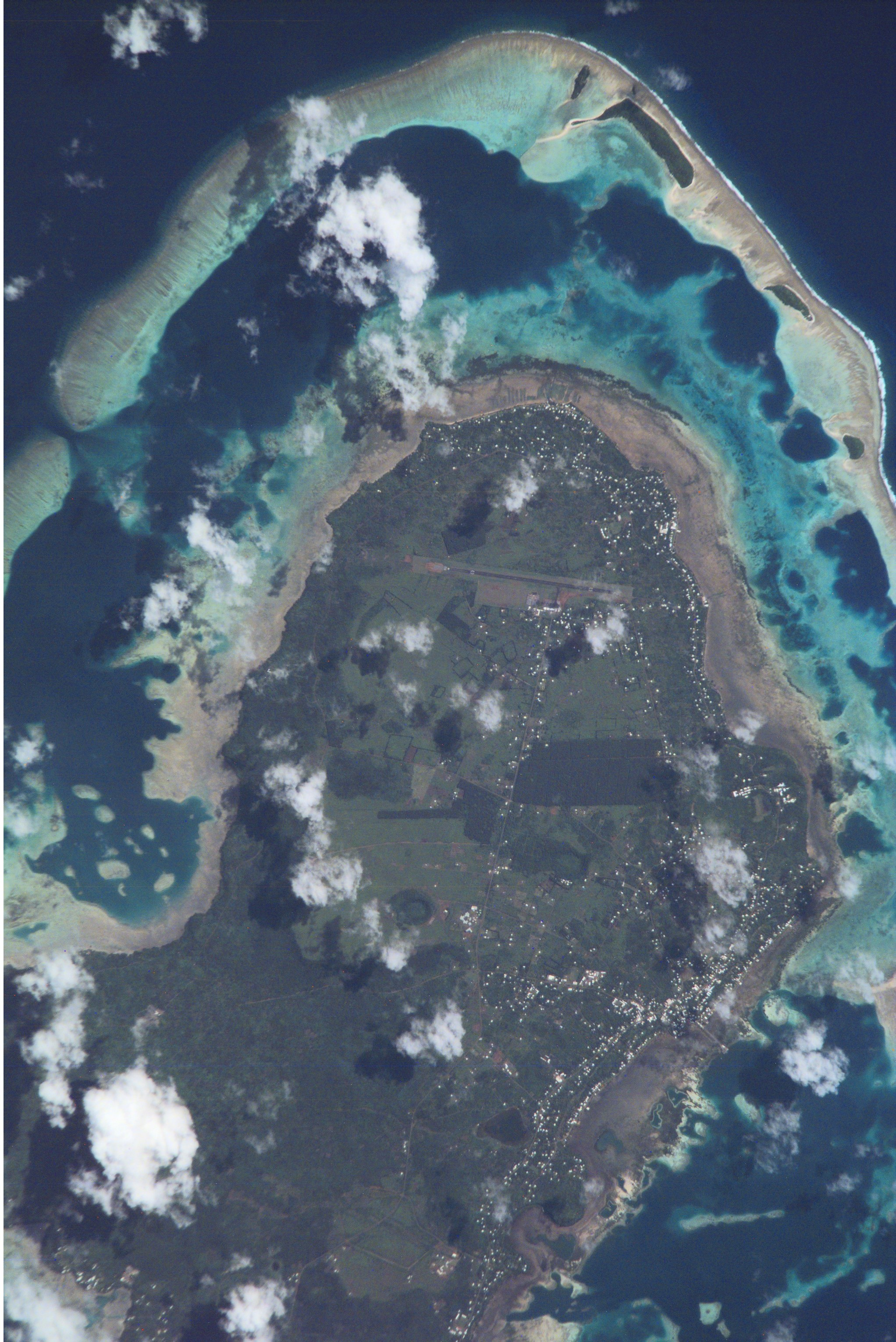
Nukuloa est située au nord de l'île de Wallis, dans le district de Hihifo.

## Pollution
En 2021, une association locale collecte et retire plus d'une tonne de déchets sur Nukuloa.